# Disciplini del Mantovano
I Disciplini furono un movimento laico medievale diffuso anche nel Mantovano e conosciuto col nome "dei Disciplinati".

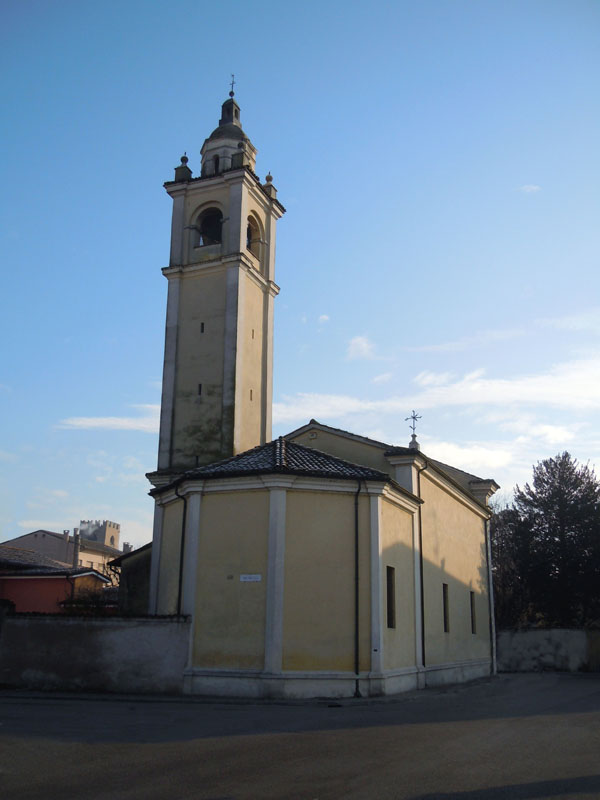
Castel Goffredo, chiesa dei Disciplini.

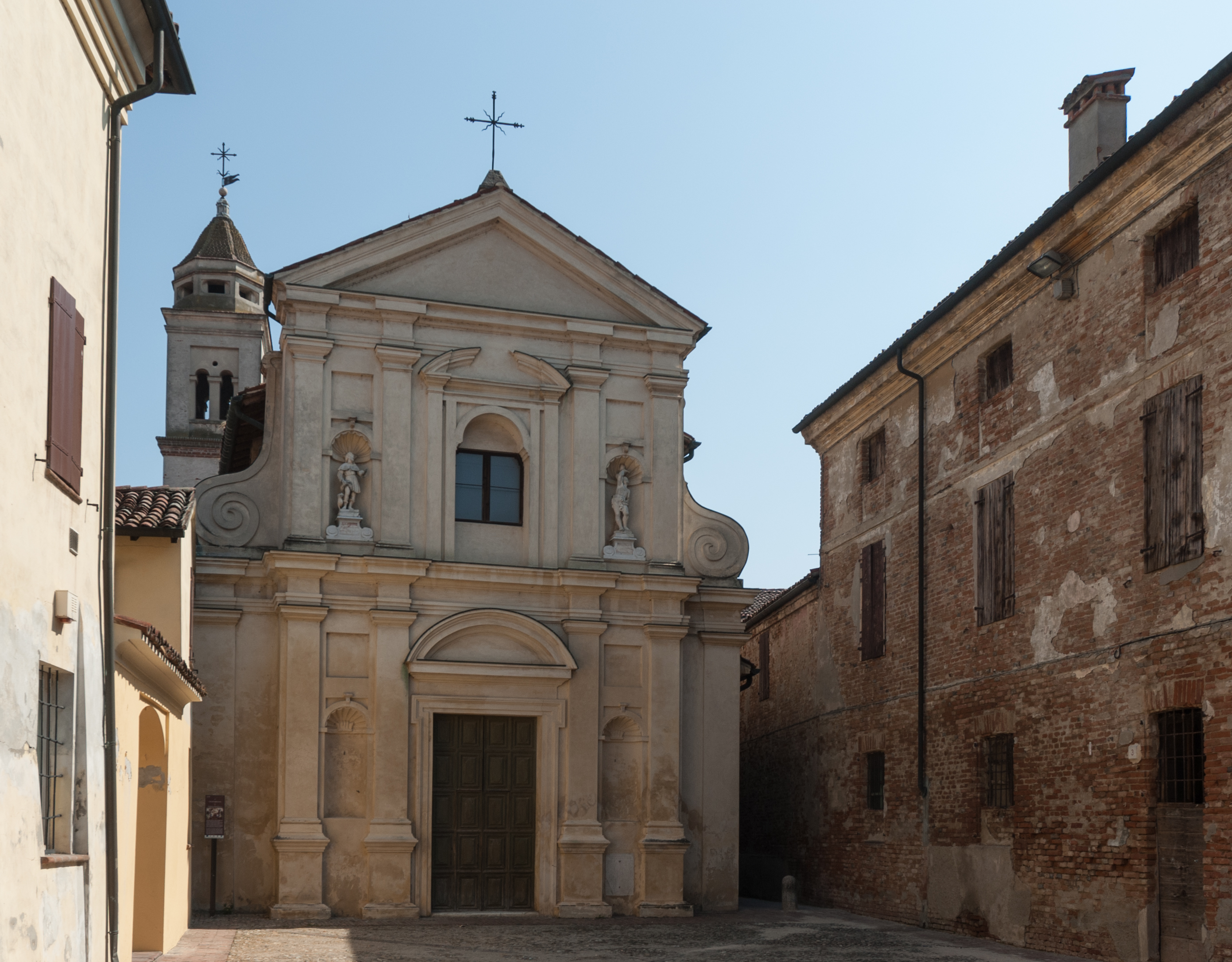
Chiesa di San Rocco (Sabbioneta)

## Storia e diffusione
Osteggiato dalla Chiesa della Controriforma, praticava l'uso della flagellazione tramite appunto la disciplina. Inizialmente si dedicavano esclusivamente al culto dei morti ed alla espiazione dei propri peccati, di seguito ebbero anche responsabilità amministrative. Erano composti da artigiani e mercanti che esprimevano lo spirito di solidarietà.
A Mantova alla fine del XIII secolo erano presenti due confraternite di Disciplinati:
- "Scova Nigra" o Confraternita della Morte, col compito di assistere i condannati a morte
- "Scova Alba", con scopi assistenziali.

Si eressero numerosi ospedali ed istituti assistenziali, tra i quali:
- Ospedale di San Gervasio, fondato nel 1208
- Ospedale di Santa Maria del Mincio, del 1210
- Ospedale di Santa Maria Maggiore, del 1256, eretto a porto.

Nel 1285 costituirono il "Consorzio di Santa Maria della Cornetta", che ebbe lo scopo di assistere i miserabili dei vari quartieri della città.
Alla fine del XIII secolo venne fondata la "Confraternita della Misericordia", grazie al consenso del vescovo Giacomo Benfatti, appartenente all'ordine dei Domenicani, che si prese cura degli appestati e dei sofferenti. Nelle parrocchie appartenenti alla diocesi di Brescia il vescovo Domenico Bollani esortava i fedeli a rivitalizzare i princìpi delle confraternite.
Grazie al cardinale Carlo Borromeo, nella prima metà del XVI secolo, le confraternite ebbero nuovo impulso.
Numerose confraternite si diffusero nella zona del Basso Mantovano, corrispondente ai paesi di San Benedetto Po, Quistello, Revere, Ostiglia e Sermide e al confine orientale a Monzambano, appartenente alla diocesi di Verona.
L'adesione al movimento fu significativa nella zona al confine con il Bresciano, appartenuta alla diocesi di Brescia sino al XVIII secolo. Nell'Alto Mantovano erano attive le discipline di Goito, Volta, Cavriana, Asola, Casaloldo, Canneto, Acquanegra, Castiglione, Solferino, Castel Goffredo, Mariana, Redondesco, Guidizzolo e Medole.
Anche in numerose località appartenute alla diocesi di Cremona si contarono numerose confraternite: Bozzolo, Rivarolo, Sabbioneta e Viadana.